# Селерон (Нью-Йорк)
Селерон (англ. Celoron) — селище (англ. village) в США, в окрузі Чотоква штату Нью-Йорк. Населення — 1069 осіб (2020).

## Географія
Селерон розташований за координатами 42°6′20″ пн. ш. 79°16′36″ зх. д. / 42.10556° пн. ш. 79.27667° зх. д. (42.105437, -79.276584).  За даними Бюро перепису населення США в 2010 році селище мало площу 1,94 км², з яких 1,94 км² — суходіл та 0,00 км² — водойми.

## Демографія
Згідно з переписом 2010 року, у селищі мешкало 1112 осіб у 470 домогосподарствах у складі 292 родин. Густота населення становила 574 особи/км².  Було 537 помешкань (277/км²).
Расовий склад населення:
| - 95,9 % — білих - 0,8 % — чорних або афроамериканців - 0,5 % — азіатів - 0,2 % — корінних американців |

До двох чи більше рас належало 1,7 %. Частка іспаномовних становила 2,9 % від усіх жителів.
За віковим діапазоном населення розподілялося таким чином: 21,2 % — особи молодші 18 років, 61,9 % — особи у віці 18—64 років, 16,9 % — особи у віці 65 років та старші. Медіана віку мешканця становила 42,4 року. На 100 осіб жіночої статі у селищі припадало 98,6 чоловіків;  на 100 жінок у віці від 18 років та старших — 99,5 чоловіків також старших 18 років.
Середній дохід на одне домашнє господарство  становив 47 827 доларів США (медіана — 42 500), а середній дохід на одну сім'ю — 56 817 доларів (медіана — 53 173). Медіана доходів становила 39 464 долари для чоловіків та 36 188 доларів для жінок. За межею бідності перебувало 15,1 % осіб, у тому числі 21,8 % дітей у віці до 18 років та 5,1 % осіб у віці 65 років та старших.
Цивільне працевлаштоване населення становило 544 особи. Основні галузі зайнятості: освіта, охорона здоров'я та соціальна допомога — 25,4 %, роздрібна торгівля — 20,8 %, виробництво — 15,1 %, транспорт — 9,7 %.